# Conyza laevigata
Conyza laevigata là một loài thực vật có hoa trong họ Cúc. Loài này được (Rich.) Pruski mô tả khoa học đầu tiên năm 1998.